# Puotoluoppal (Gällivare socken, Lappland, 745997-167089)
Puotoluoppal är en sjö i Gällivare kommun i Lappland och ingår i Luleälvens huvudavrinningsområde. Sjön har en area på 0,0564 kvadratkilometer och ligger 462 meter över havet. Puotoluoppal ligger i Sjaunja Natura 2000-område. Sjön avvattnas av vattendraget Puotojåkkå.

## Delavrinningsområde
Puotoluoppal ingår i det delavrinningsområde (746017-167070) som SMHI kallar för Inloppet i Unna Saivasj. Medelhöjden är 472 meter över havet och ytan är 4,39 kvadratkilometer. Det finns ett avrinningsområde uppströms, och räknas det in blir den ackumulerade arean 16,52 kvadratkilometer. Puotojåkkå som avvattnar avrinningsområdet har biflödesordning 3, vilket innebär att vattnet flödar genom totalt 3 vattendrag innan det når havet efter 244 kilometer. Avrinningsområdet består mestadels av skog (65 procent) och sankmarker (28 procent). Avrinningsområdet har 0,31 kvadratkilometer vattenytor vilket ger det en sjöprocent på 7 procent.